# Maison de Clermont-Nesle
 (juillet 2024).
Si vous disposez d'ouvrages ou d'articles de référence ou si vous connaissez des sites web de qualité traitant du thème abordé ici, merci de compléter l'article en donnant les références utiles à sa vérifiabilité et en les liant à la section « Notes et références ».
La maison de Clermont-Nesle est une famille noble de Picardie, issue de la Maison de Clermont-en-Beauvaisis. 

## Généalogie succincte

Blason de la famille de Clermont

- Maison de Clermont : le comte Hugues Ier de Clermont-en-Beauvaisis ou Hugues II de Clermont (mort après 1100), épouse Marguerite de Roucy fille d'Hilduin IV
- leur fils le comte Renaud Ier ou II (mort après 1150), a de Clémence de Bar (-le-Duc), fille du comte Renaud Ier de Bar, — ou peut-être d'une autre femme inconnue qui aurait précédé Clémence parmi ses épouses — le comte Raoul Ier le Roux et son frère cadet Simon (Ier), ci-après :
- le comte Raoul Ier le Roux, connétable de France (mort en 1191 à Acre), époux d'Alix de Breteuil (-sur-Noye) (fille du comte Valéran III de Breteuil et de sa première femme Hildeburge, petite-fille d'Alice de Bulles et dame de Tartigny et d'Ailly-sur-Noye, plutôt que de sa deuxième épouse Adèle de Dreux, fille du comte Robert Ier de Dreux ; cf. sa sœur Mahaut de Breteuil ci-dessous), d'où Catherine de Clermont
- leur fille Catherine de Clermont continue les comtes de Clermont dans la Maison de Blois par son mariage avec Louis comte de Blois, jusqu'en 1218 (alors, leur fils Thibaud VI de Blois vend le comté de Clermont au roi Philippe Auguste : Fin de la branche aînée ; en général, les comtes de Clermont seront désormais des Capétiens).

- Mais le frère cadet du connétable-comte Raoul le Roux, Simon Ier de Clermont, continue la branche cadette de la famille de Clermont, et épouse Mahaut de Breteuil-sur-Noye dame d'Ailly, Tartigny et Paillart, fille du comte Valéran III de Breteuil et sans doute de sa première femme Hildeburge, donc sœur cadette d'Alix de Breteuil ci-dessus ; puis cette branche obtint par des mariages les fiefs de Nesle et d'Ailly-sur-Noye — comme précisé plus loin — et devint la Maison de Clermont-Nesle, ou même simplement de Nesle.

## Personnalités

### SimonIerde Clermont
Seigneur d’Ailly, Paillart et Tartigny par son mariage (né vers 1134, mort vers 1187), fils de Renaud II comte de Clermont-en-Beauvaisis et de Clémence de Bar – ou d'une autre femme inconnue de Renaud II : cf. ci-dessus. Il épouse en 1194 Mathilde (Mahaut) de Breteuil dame d'Ailly-sur-Noye, Paillart et Tartigny (née vers 1160, morte le 14 mars 1208), fille de Valéran III, comte de Breteuil, et d'Hildeburge plutôt que d’Adèle de Dreux, et donc sœur d'Alix de Breteuil ci-dessus.

Blason de la Maison de Clermont-Nesle

La maison de Clermont-Nesle fait partie du groupe héraldique des dix lignages issus de Thierry Ier de Bar (v. 1045-1103) qui ont deux poissons adossés dans leurs armes au XIIIe siècle.

### RaoulIerde Clermont-Nesle (RaoulIIde Clermont;Ierd'Ailly, Paillart et Tartigny;IVde Nesle)
Raoul Ier seigneur d’Ailly, Paillart et Tartigny, fils des précédents (né vers 1185, mort le 30 mars 1226), épouse en 1200 Gertrude, dame de Nesle (née entre 1175 et 1185, morte après 1237, vers 1239), fille de Jean de Soissons-Nesle châtelain de Bruges, sire de Nesle, Falvy et La Hérelle (mort en 1214), frère cadet des comtes Conon de Nesle et Raoul Ier de Soissons III de Nesle [ils étaient trois fils de Raoul II de Nesle, lui-même fils de Raoul Ier de Nesle ; le comté de Soissons était échu en 1146 à la Maison de Nesle par le mariage de leur grand-mère paternelle Raintrude/Ermentrude d'Eu-Soissons avec leur grand-père Raoul Ier de Nesle ; la suite des comtes de Soissons de la Maison de Nesle vient de Raoul Ier-III qui vient d'être cité].
Désormais, la Maison de Clermont-en-Beauvaisis est dite de Clermont-Nesle.
- Simon II (fils de Raoul de Clermont et de Gertrude de Nesle-Soissons), qui suit,
- Godefroi, évêque de Beauvais en 1234-1236, continue le conflit initié par son prédécesseur l'évêque Milon de Nanteuil contre le roi Saint Louis,
- et leur frère Raoul II de Tartigny et Paillart, fl. dans la première moitié du XIIIe siècle, mari de Marguerite de Montgobert, continue probablement les sires de Tartigny : il est alors la souche d'une branche importante des Clermont-Nesle, qui prenait d'ailleurs volontiers le nom de Clermont plutôt que Clermont-Nesle. 
  - Nous donnons un aperçu de ce lignage en adoptant ici, à partir de * Raoul IV (mort en 1321), la position du site Racines&Histoire, exposée sur les pages Clermont et Chambly : hypothèse 2, * Raoul IV et sa descendance sont intégrés à ce lignage comme issus de Raoul III.
  - Mais des auteurs notables[4],[5] donnent une autre origine à * Raoul IV : hypothèse 1, il serait  un fils du maréchal Guy Ier (fils de Simon II ci-dessus) et un frère aîné de Jean d'Offémont, qui viendront plus bas ; on voit mal cependant comment la descendance de Raoul IV aurait pu alors avoir Tartigny, Paillart ou Montgobert...
  - Sur deux siècles et sept générations, par des mariages, un impressionnant cortège de fiefs échurent à cette branche : ainsi, Marguerite de Montgobert apporta Montgobert à son époux Raoul II ; < leur fils Jean Ier, fl. vers le milieu du XIIIe siècle, épouse Marie de Beaumont-en-Gâtinais (fille de Jean de Beaumont et d'Isabelle de Garlande dame de Villemomble), dame de St-Aubin-en-Bray ; < leur fils Raoul III (mort avant 1300 ?), marie Jeanne d'Erblancourt (sans doute Le Bac d'Arblincourt à Bichancourt) ; < leur fils (selon l'hypothèse 2) * Raoul IV (mort en 1321), convole avec Jeanne de Chambly[6], dame de Villemomble, Montreuil, Fay-aux-Loges, Sotteville et Thorigny < Parmi leurs enfants :
    - Raoul V (l'aîné), fl. dans la première moitié du XIVe siècle, sire de Paillart, Tartigny et Thorigny — à cause de ses exactions, Torigny est confisqué au profit des Mauny, dont hériteront les Goyon-Matignon — x Isabelle de Coucy-Boves-Pinon : leur fils Jean II (né vers 1330-mort en 1363), est sire de Paillart et Tartigny,
    - Jean de Clermont, maréchal de France (mort en 1356 à Poitiers) : fils cadet, il hérite de Villemomble, et obtient du roi Beaumont (Boomont, Bosmont) en 1346, et Chantilly du duc de Normandie en 1347 (il avait déjà un lien avec Chantilly par son beau-frère Guillaume IV Le Bouteiller de Senlis sire de Chantilly, qu'avait épousé sa sœur Jeanne de Clermont) ; il épouse Marguerite de Mortagne vicomtesse d'Aunay-en-Saintonge et dame/princesse de Mortagne, d'où : 
      - Jean II (mort en 1400), héritier des seigneuries paternelles et maternelles, x Eléonore de Périgord, dame de Matha, Fontaine-Chalendray et Chef-Boutonne, fille d'Archambaud V et Louise de Matha : < leur fille héritière Louise de Clermont (-Nesle) transmet une part de ces biens à son mari François Ier de Montberon baron de Maulévrier et prince de Didonne, fils cadet du maréchal Jacques.

    - et Robert (fils cadet), sire de Beaumont, maréchal de Normandie, massacré le 22 février 1358 devant le dauphin Charles ;

### SimonIIde Clermont-Nesle
(Né vers 1208-1210), seigneur de Clermont, de Nesle et d'Ailly, régent du Royaume en 1270, tuteur des enfants de France sous Philippe III le Hardi, fils de Gertrude et de Raoul Ier, (mort le 1er décembre 1285 ou début février 1286), épousa en janvier ou février 1242 Adela de Montfort-l'Amaury, dame de Houdan et de Maulette (née vers 1230, morte le 28 mars 1279), fille du connétable Amaury VI, comte de Montfort et de Béatrix de Bourgogne-Dauphiné (fille du dauphin André-Guigues VI et petite-fille du duc Hugues III). Ils eurent :
- Raoul II de Clermont-Nesle, connétable de France, qui suit ;
- Simon de Clermont-Nesle, (mort en 1313), pair de France ecclésiastique, 1301, évêque-comte de Noyon (1297) puis évêque-comte de Beauvais (1301). Simon de Clermont de Nesle 1301-1312, avait été transféré de Noyon à Beauvais en 1301. Il partagea avec Mathieu, abbé de Saint-Denis, l'administration du royaume pendant le voyage de Saint Louis à la deuxième croisade. Il fut du petit nombre des évêques qui soutinrent Philippe le Bel contre les prétentions du pape Boniface VIII ;
- Guy Ier de Clermont-Nesle', maréchal de France, qui suit ;
- Alix (ou Isabelle, Ide, Philippe/Philippa), qui épousa Robert VII Bertran, baron de Bricquebec, vicomte de Roncheville (Saint-Martin-aux-Chartrains), seigneur de Thury, d'où postérité : Robert VIII Bertrand de Bricquebec, maréchal de France vers 1325[7] ;
- Béatrix : femme de Jean IV, châtelain de Lille : parents de Jean V de Lille (mort en 1302 à Courtrai sans postérité ), et de Guyotte de Lille (entre 1275 et 1277-1338 ; dame de Haubourdin, Emmerin, Phalempin, La Bassée, Herlies, Sainghin (-en-Mélantois et/ou -en-Weppes)... et châtelaine de Lille ; x vers 1305 Valéran II de Luxembourg-Ligny, d'où postérité : le connétable Louis, Marie de Luxembourg et Henri IV sont dans leur descendance) ;
- Amaury de Nesle serait leur frère, prévôt de l'Isle (de l'Île-de-France, ou des maréchaux) qui donne son nom à la tour et à l'hôtel de Nesle à Paris (vente à Philippe le Bel en novembre 1308).

### RaoulIIde Clermont-Nesle
Né vers 1245, seigneur de Nesle et de Houdan (mort à la bataille de Courtrai 11 juillet 1302), croisé (1267), chambellan de France, connétable de France en 1268 ou 1277, marié en premières noces avant 1275, vers 1268 à Alix de Dreux-Beu, vicomtesse de Châteaudun, dame de Mondoubleau et St-Calais (née vers 1255, morte dès janvier 1293), fille de Robert Ier de Dreux, seigneur de Bû (Beu), et de la vicomtesse Clémence ; et en secondes noces le 14 janvier 1296 à Isabelle d'Avesnes, morte dès décembre 1305, fille de Jean II d'Avesnes, comte de Hainaut, et de Philippa de Luxembourg.
Du premier lit : 
- Alix de Clermont-Nesle, vicomtesse de Châteaudun et dame de Houdan, Nesle, Ailly, Mondoubleau, St-Calais, mariée en premières noces à Guillaume de Flandre-Dampierre, seigneur de Termonde, de Richebourg et de Crèvecœur, fils de Guy de Dampierre, comte de Flandre, et de Mathilde de Béthune : d'où la suite des sires de Nesle, d'Ailly-sur-Noye etc. ; et en secondes noces à Jean de Chalon, sire d'Arlay,

- Isabeau de Clermont-Nesle (née vers 1267, morte après août 1324), mariée vers 29 juin 1310 à Hugues l’Archevêque de Parthenay, seigneur de Montfort-Le-Rotrou et Semblançay, mort après août 1324,
- Béatrix (alias Jeanne) de Clermont-Nesle (morte dès 14 septembre 1320), mariée à Aymar de Lusignan dit « de Valence » (Valence plutôt que Valence), de Montignac, de Rancon, de Sainte-Gemme et de Bellac, comte de Wexford et Pembroke (1296, Angleterre), vice-roi d’Écosse (1314), (mort le 23 juin 1324).

### GuyIerde Clermont dit «de Nesle»
Seigneur de Nesle, de Breteuil, d'Offémont et d’Ailly, frère du précédent (né vers 1255), tué par les Flamands à la bataille de Courtrai en 1302, maréchal de France (1296), marié en premières noces vers 1268 à Marguerite l'Aînée de Mello, fille de Guillaume de Mello le Jeune (mort vers 1249), seigneur de Saint-Bris, et d'Elisabeth de Mont-Saint-Jean ; et en secondes noces vers 1285 à Marguerite de Thourotte, dame d’Offémont (née vers 1270), fille d’Ansould II de Thourotte, seigneur d’Offémont, et de Jeanne (ou de Marie d’Autrèches, dame d’Abbécourt). Guy et son frère Raoul II seront envoyés par Philippe le Bel pour attaquer l’ennemi pendant le siège de Lille, le battirent et firent un grand nombre de prisonniers. Il prit part à la conquête de la Guyenne sur Édouard III.
Du deuxième lit :
- Jean de Nesle-Offémont alias Jean Ier de Clermont-Nesle (1288-25 mai 1352), seigneur d'Offémont, Chambellan du roi Philippe VI de Valois, Grand Queux de France en 1345. Marié avec Marguerite de Mello (? ; née vers 1300, elle serait morte en 1342 ; on la situe mal dans l'arbre des Mello). Succession : Guy II ci-dessous,
- (* Raoul, qui serait la souche de la branche de Clermont vue plus haut, selon la * thèse 1) ?
- Alix de Clermont-Nesle (morte après 1337), mariée vers 1319 à Jean II de Dampierre, seigneur de Saint-Dizier, de Vignory et L’Ecluse (1314), (mort après 1337),
- Mahaud de Clermont-Nesle, mariée vers 1320 à Bernard VI de Moreuil (alias Bertrand) , seigneur de Moreuil et de Cœuvres, Maréchal de France en 1322, Grand Queux de France (mort en 1350),
- Péronne de Clermont-Nesle, née vers 1290, mariée vers 1320 à Jean de Chérisy-Quierzy, seigneur de Muret et de Busancy.

### Succession deJeanIerde Nesle-Offémont
- Guy II de Clermont-Nesle (1326- 14 août 1352), fils de Jean Ier de Clermont-Nesle et de Marguerite de Mello ci-dessus, seigneur de Mello ; Maréchal de France en 1345. Marié avec Jeanne de Montigny ou de Bruyères.

- Jean II de Clermont-Nesle (1343-1388), fils du précédent ; marié avec Adèle/Ade de Mailly, dame d'Acheux, fille de Gilles IV de Mailly (morte vers 1420). Il a sans doute une sœur, Blanche (Ire) de Nesle, qui épouse Hector de Chartres sire d'Ons-en-Bray, et qui est la mère de Regnault de Chartres.

- Guy III de Clermont-Nesle (né en 1365 et mort en 1415 à la Bataille d'Azincourt), fils du précédent. Sire d'Offémont, Conseiller et Chambellan du Roi de France. Il épousa Marguerite de Coucy-Montmirel-La Ferté-Gaucher (morte en 1420). → Sa sœur Blanche (II) de Nesle (de Clermont-Nesle d'Offémont), dame d'Acheux (vers 1363-1418), épouse en 1397 Raoul de Flavy, d'où postérité : dont leurs fils Guillaume de Flavy et Raoul II de Flavy, père de Blanche de Flavy qui marie Philippe II d'Humières ; le petit-fils de cette troisième Blanche et de Philippe est Jean II d'Humières ci-dessous. → Son autre sœur Marie de Nesle épouse Renaud II Patrouillart de Trie († 1406), sire du Plessis-Billebaut et de Mouchy, arrière-petit-fils de Renaud II.

- Guy IV de Clermont-Nesle (né vers 1390 - décédé en 1473), seigneur d'Offémont, fils du précédent ; marié en 1427 avec Giovanna (Jeanne) de Saluces dame d'Encre (1404-1458), fille de Marguerite de Roucy de Pierrepont – fille du comte Hugues II de Roucy, dame d'Encre et Bray-sur-Somme (morte en 1419) – et de Thomas de Saluces.

- Jacqueline de Clermont-Nesle, dame d'Acheux, fille des précédents, épouse de Louis Le Josne de Contay (mort en 1492). Leur fils Charles de Contay épousa Barbe van Halewijn, fille de Jan II et de Jeanne de La Clyte-Commynes petite-cousine du chroniqueur ; puis la fille de Charles et Barbe, Françoise de Contay (morte entre 1557 et 1560), épousa le 4 janvier 1507 Jean II d'Humières (mort entre 1550 et 1555 ; ci-dessus et ci-dessous ; Postérité).

- Jean IV de Clermont-Nesle (mort en 1474), fils de Guy IV de Clermont-Nesle. Épousa Jacqueline de Croÿ-Chimay.

- Guy V de Clermont-Nesle, fils (ou frère ?) du précédent ; mort jeune sans postérité.

- Louise de Clermont-Nesle, fille de Jean IV de Clermont-Nesle et de Jacqueline de Croÿ, dame d'Offémont, Mello, Encre, Bray-sur-Somme, morte en 1530 ; elle épousa Jean de Bruges de La Gruthuyse, sénéchal d'Anjou et chambellan du roi de France. Sans enfant survivant, son dernier fils Louis étant mort en 1524, elle donna ses terres par contrat du 13 avril 1524 à sa cousine Charlotte d'Humières, fille de Jean II d'Humières (mort en 1550) et de Françoise de Contay (morte en 1557) ci-dessus, épouse de François de Montmorency, seigneur de La Rochepot, gouverneur de Paris et de l'Ile-de-France, frère puîné du connétable Anne. Sans descendance, les terres de Charlotte d'Humières furent transmises à son frère, Jacques d'Humières[8] qui devint marquis d'Encre, gouverneur de Péronne, Roye, Montdidier puis gouverneur de Picardie, et mourut en 1579.